# ГЕС Øyberget
ГЕС Øyberget — гідроелектростанція у південній частині Норвегії, за 115 км на південний схід від Олесунна. Знаходячись між ГЕС Фрамрусте (вище по течії) та ГЕС Eidefossen і ГЕС Nedre Otta, входить до складу каскаду на Отті, правій притоці річки Гудбраннсдалслоген (через озеро Мйоса, Ворму та Гломму належить до басейну Осло-фіорду).
У межах проєкту на Отті дещо нижче від впадіння її правих приток Фрамрусте та Glitra створили невелике водосховище Heggebotnvatnet з припустимим коливанням рівня поверхні в діапазоні лише 4 метрів. Втім, завдяки сховищам станції верхнього ступеня доступний для ГЕС Øyberget загальний об'єм резервуарів системи становить 236,6 млн м3. З Heggebotnvatnet вода через прокладений під лівобережним гірським масивом тунель завдовжки 3,4 км подається до машинного залу.
Основне обладнання станції становлять три турбіни типу Френсіс різної потужності з загальним показником 100 МВт. При напорі у 149,6 метра вони забезпечують виробництво 360 млн кВт-год електроенергії на рік.
Відпрацьована вода через відвідний тунель довжиною біля 1 км транспортується в Отту нижче за пороги Dønsfossen.
Для видачі продукції напруга підіймається до 143 кВ.